# عادل خضري
عادل محمد خضري، لاعب كرة قدم سعودي، يلعب في النادي الأهلي.

## الحياة الشخصية
عادل هو توأم اللاعب مراد خضري.